# 廣坂愛
廣坂愛（日語：廣坂 愛，7月5日—），日本女性配音員。出身於福島縣。A型血。

## 人物簡介
Production Ace演技研究所出身，以前經歷元氣PROJECT、Production Ace。2012年3月31日，於自己的部落格宣布無限期休業。

## 演出作品

### 電視動畫
2011年
- R-15（神樂舞）
- 日常（關口茱麗葉[3]）

### 遊戲
2011年
- 日常〈宇宙人〉（關口茱麗葉[4]）

### 廣播節目
- （節目助理）
- 純子與涼的迎向明天最好的一球！F（日语：純子と涼のアシタヘストライク!） NEWS BED LINE
- 白石稔的認真卻無知電台（日语：白石稔のガチ無知ラジオ）（第10回節目主持人、第5回特別嘉賓）

### 旁白
- 旅遊指南（旅遊頻道）
- Lost World 第21回（伊凡、米歇爾的聲音）

### 廣播劇CD
- 純愛手札 Only Love（友人1）
- 女教師（瀧澤遙）
- Chome Shelled REGIOS Character Songs - The First Session -＜前篇＞（玲）
- Chome Shelled REGIOS Character Songs - The Second Session -＜後篇＞（玲）

### CD
- 純子與涼的迎向明天最好的一球（日语：純子と涼のアシタヘストライク!）（參加節目主題曲的和音）

### 舞台
- 藤川流40周年記念特別公演「唆蘭曲調（日语：ソーラン節）」
- 怪奇探偵丑三進ノ助 ～～（蛇沼）

### 模特兒
- AKIBA SPACE 6.0 官網首頁模特兒

### 現場Live
- AMG MUSIC 夏季LIVELIVE

### 活動
- 動畫★夢 2nd Season

### 主題曲
- 貓咪心動奇蹟 片尾曲「只有我們二人」主唱

## 外部連結
- Production Ace所屬期間的聲優簡介[永久] （日語）（連結已關閉）
- ＊愛's GARDEN＊ （页面存档备份，存于） （日語）－廣坂愛的個人部落格。
- 廣坂愛的X（前Twitter） （日語）